# Lago Glaswald
El lago Glaswald (en alemán: Glaswaldsee) es un lago situado en la Selva Negra, en la región administrativa de Freudenstadt, en el estado de Baden-Württemberg (Alemania), a una elevación de 839 metros; tiene un área de 3 hectáreas. 

## Características
El lago es un tarn, es decir, un lago de montaña o estanque, formado en un circo excavado por un glaciar. Hace tiempo el lago fue conocido como Wilder See (lago salvaje), pero se le cambió debido a la producción de botellas de cristal ("glas" en alemán) de los pueblos de su alrededor.